# Samoridnea, Korsun-Șevcenkivskîi
Samoridnea (în ucraineană Саморідня) este un sat în orașul raional Korsun-Șevcenkivskîi din regiunea Cerkasî, Ucraina. În secolul al XIX-lea, satul făcea parte din volostul Korsun, uezdul Kaniv. 

## Demografie
Componența lingvistică a localității Samoridnea
     Ucraineană (98,59%)
     Rusă (1,41%)
Conform recensământului din 2001, majoritatea populației localității Samoridnea era vorbitoare de ucraineană (98,59%), existând în minoritate și vorbitori de rusă (1,41%).